# Josep Vallribera i Falcó
Josep Vallribera i Falcó (Juneda, 1937) és un pintor i artista conceptual català.

## Biografia
Josep Vallribera va néixer a Juneda, Lleida, en plena Guerra Civil Espanyola l'any 1937. Quan el conflicte va acabar, la família Vallribera i Falcó va deixar Juneda i es va instal·lar a les Borges Blanques, després a Barcelona i, finalment, a l'illa d'Eivissa.
Després d'una estada per Suècia entre el 1958 i el 1959, Vallribera va entrar a estudiar fotografia a l'escola Schwerer d'Hamburg i va començar una sèrie de treballs experimentals en aquest camp. L'any 1963 va tornar a Eivissa i va obrir la Galeria Gràfica i va continuar practicant la fotografia i la pintura, en un moment en què la petita illa del Mediterrani s'havia convertit en un refugi per a artistes de renom internacional vinculats a tots els àmbits de la creació: Viola, Saura, Corneille, Orson Welles, Francesc Parcerisas i Josep Lluís Sert, entre molts d'altres.
L'any 1967 va inaugurar un nou espai expositiu amb el seu pare, la Galeria Vallribera, i el 1969 va obrir una tercera galeria a Eivissa, The Inside Out Art Gallery, i va compaginar la seva gestió, fins a l'any 1973, amb una sèrie d'estades regulars a París. Aquest darrer any, però, va abandonar Eivissa i es va instal·lar primer a Aarhus (Dinamarca), després a Múnic i, finalment, a Àustria, on residirà a diferents ciutats (Innsbruck, Hall, Steyr i Linz) fins a l'any 1980. Posteriorment va tornar a Alemanya i va fixar la seva residència a la ciutat de Wetzlar, realitzant nombroses exposicions de la seva obra, on es podien trobar manifestacions assimilables al conceptualisme alemany i expressions pictòriques més properes a la pintura francesa de l'època, molt més gestual i cal·ligràfica. L'any 1982, però, comença a realitzar llargues estades de treball al sud de França i Catalunya que el duraren, l'any 1984, a instal·lar-se definitivament a la costa mediterrània.

## Selecció d'Exposicions
- 1995/1996: Art Cologne. Cologne
- 1994/1995: ART Frankfurt. Frankfurt
- 1994: FIAC-Paris. París
- 1991: Galerie Rämi. Zúric
- 1990: Casa de Cultura. Altea
- 1983: Galerie J. Bertin. Lió
- 1979: Galerie Schnittpunkt. Steyr (Àustria)
- 1976: Galerie Liedmayer. Hall in Tyrol
- 2005: Museu d'Art Jaume Morera (Lleida)[3]
- 2006: Aufruf zum Risiko (Koblenz) (Alemanya)[4]